# Mondo Lirondo
Mondo Lirondo es una serie de tebeos humorísticos publicados en formato comic-book por un grupo de autores españoles autodenominados "Colectivo La Penya" entre 1993 y 1997. Es una de las obras más destacadas de la historieta española de los años 90. 

## Trayectoria
El "Colectivo La Penya" estaba integrado por cuatro estudiantes de Bellas Artes en la Universidad de Barcelona: José Miguel Álvarez, Albert Monteys, Ismael Ferrer y Álex Fito. En sus ratos muertos, los cuatro se juntaban e improvisaban ideas, mientras uno de ellos las dibujaba.
Se publicaron un total de 8 comic-books, en blanco y negro, numerados del 0 al 7, si bien del número 0 se hicieron dos ediciones (en septiembre de 1993 y en octubre de 1995, respectivamente). La publicación corrió a cargo de Ediciones Camaleón, una editorial independiente de cómics española de corta vida que alcanzó cierto relieve durante los años 90.
El número 7 ya no fue realizado en común, pues se habían separado tras terminar la carrera.
En 2002, la editorial Glénat recopiló en un tomo (Mondo Lirondo: The Ultimate Collection) todas las historietas de la serie.

## Argumento y estilo
"Mondo Lirondo" tenía un carácter esencialmente paródico. Aparecen elementos propios de diferentes géneros narrativos, y numerosas referencias a la cultura popular. La serie combina influencias del manga y del cómic estadounidense, en especial Disney y Robert Crumb. Desde el punto de vista formal, destaca la utilización de diferentes formatos narrativos (desde la historia larga hasta la tira de tres o cuatro viñetas), así como los audaces encuadres empleados. 
El cómic, protagonizado por animales, vegetales e incluso minerales antropomorfos, desarrolla varias líneas argumentales, algunas muy breves, semejantes a tiras cómicas, y otras de mayor extensión, siguiendo un poco el modelo de Love and Rockets. En la trama principal, de tintes pseudopoliciacos, se entremezclan personajes como el freakie Topolino el Topo; el extraño grupo de atracadores formado por Antonio el Elefante, Ricardo la Termita y Enrique el Murciélago; la pareja homosexual formada por el pollo Fray Chiquen y el Limón Gazmoño; la pulga Annabelle, que se dedica a la prostitución; y los policías, el mojigato inspector Caracolín y su ayudante Waldo (una promiscua mariquita). Otros delirantes personajes que tienen menos importancia en la trama principal son Jack la Piedra, Jeremías el Pez Explorador y las Moscas del Apocalipsis.

## Premios
Mondo Lirondo consiguió el premio al mejor fanzine del Salón del Cómic de Barcelona en 1994. Dos de los integrantes del Colectivo La Penya obtuvieron con posterioridad el premio al autor revelación en el mismo certamen: Albert Monteys, en 1997, y Álex Fito, en 2000. 